# Dassault Mirage 4000
Auf eigene Kosten entwickelte die Firma Dassault-Breguet den Prototyp des zweistrahligen Jetflugzeugs Mirage 4000 und ließ die Erfahrung einfließen, welche sie mit dem einstrahligen Jagdflugzeug Mirage 2000 gewonnen hatten. Die „Super Mirage 4000“ wurde als Jagdbomber und Abfangjäger in einer Gewichtsklasse von 20 Tonnen konzipiert.

## Geschichte und Konstruktion
Die Mirage 4000 lehnte sich stark an die Mirage F2 an, eine Version für Tiefflugangriffe.
Das Fluggerät hatte Delta- und Entenflügel und verfügte über ein modernes Fly-by-Wire-System.
Dennoch war das Flugzeug sehr einfach konstruiert, um die Wartung zu erleichtern. Um Gewicht zu sparen, wurden bei einigen Bauteilen kohlenstoff- und borfaserverstärkte Kunststoffe eingesetzt.
Ihre beiden SNECMA-M53-Triebwerke mit je 95,16 kN sorgten für ein Schub-/Gewichtsverhältnis besser als 1:1.
1979 flog erstmals der Prototyp der „Super Mirage“ und erreichte beim Erstflug eine Geschwindigkeit von über 1,2 Mach.
Nach mehreren Erprobungen erreichte der Kampfjet eine Höchstgeschwindigkeit von 2.655 km/h und eine Gipfelhöhe von beinahe 20.000 Meter. Sie konnte zusätzlich bis zu 8 Tonnen an Waffen befördern, welche sie an 14 Außenpylonen tragen konnte.
Voll beladen hatte sie ein Einsatzgewicht von 16.100 kg und war dadurch leichter als ein vergleichbarer westlicher Jäger.
Wegen Haushaltskürzungen wurde trotz saudi-arabischer Unterstützung das Projekt 1980 zugunsten der Mirage 2000 aufgegeben. Saudi-Arabien entschied sich daher statt der Mirage 4000  die McDonnell Douglas F-15 zu beschaffen. Auch der Iran, der Interesse an der Mirage 4000 zeigte, fiel nach dem Sturz des Schahs als potentieller Käufer weg.

## Verbleib
Das einzige Exemplar steht heute auf dem Freigelände des französischen Luftfahrtmuseums in Le Bourget.

## Technische Daten
| Kenngröße             | Daten                                                                           |
| --------------------- | ------------------------------------------------------------------------------- |
| Besatzung             | 1                                                                               |
| Länge                 | 18,70 m                                                                         |
| Spannweite            | 12 m                                                                            |
| Höhe                  | 5,8 m                                                                           |
| Flügelfläche          | 73 m²                                                                           |
| Flügelstreckung       | 2,0                                                                             |
| Leermasse             | 13.400 kg                                                                       |
| max. Startmasse       | 16.100 kg                                                                       |
| Höchstgeschwindigkeit | 2655 km/h                                                                       |
| Dienstgipfelhöhe      | 20.000 m                                                                        |
| Reichweite            | 2000 km                                                                         |
| Triebwerke            | 2 × Strahltriebwerke SNECMA M53-2 mit Nachbrennern mit je 95 kN (22.000 lbf)    |
| Bewaffnung            | 2 × 30-mm-Kanonen Giat DEFA 554 8000 kg Bomben und Raketen an 14 Außenstationen |